# Johnnie Rook
Johnnie Rook ist eine Berliner Punkrockband, die 2001 von Michael Jentzen gegründet wurde. Die Band hat sich nach dem Falklandkarakara benannt, der auch Johnny Rook genannt wird. Dieser Greifvogel ist für sein ungewöhnliches Repertoire an Verhaltensweisen bekannt.

## Geschichte
Johnnie Rook wurde von Michael Jentzen 2001 gegründet, nachdem er ein Konzert der niederländischen Band Bambix im Berliner SO 36 sah. Die Bambix sind auch offiziell das Vorbild von Johnnie Rook. Nach mehreren Besetzungswechseln, während derer auch ein erstes Konzert am 22. Februar 2002 in der legendären KVU in Berlin gespielt wurde, traten Johnnie Rook ab 2003 unter dem Namen Johnnie Rook in fester Besetzung auf. Das erste Konzert fand am 18. Oktober in der Potse statt.
Seit 2003 hat die Band über 300 Konzerte in Deutschland, Österreich, Holland und Tschechien gespielt, auf großen und kleinen Bühnen, mit etlichen Szene-Größen aus dem Rock- und Punkrockbereich. Es wurden vier CD-Alben und eine Split-LP zusammen mit den Ninja Dolls (Schweden) veröffentlicht. Außerdem haben Johnnie Rook im September 2011 eine Split-EP zusammen mit der mittlerweile gut befreundeten Band Bambix (Niederlande) herausgebracht.
2015 erklärte die Band, dass Sängerin Franziska die Band aus familiären Gründen verlassen wird.
Am 7. Oktober 2015 hat die Band auf ihrer Website und Facebook die neue Sängerin Polly vorgestellt.

## Diskografie

### Alben
- 2005: Trotzdem! (Scene Attack Records)
- 2007: Out of the Nook (Eigenproduktion)
- 2009: Rabatz (Rügencore Records, New Music Distribution)
- 2010: Split mit den Ninja Dolls (Jammertal Productions)
- 2013: Stimmungsgerät (Major Label, Broken Silence)

### EPs
- 2011: 3:15 am – Split mit den Bambix (Major Label, Broken Silence)